# Stenocrates mahunkai
Stenocrates mahunkai är en skalbaggsart som beskrevs av S. Endrödi 1973. Stenocrates mahunkai ingår i släktet Stenocrates och familjen Dynastidae. Inga underarter finns listade i Catalogue of Life.